# Họ Gạo
Họ Gạo (danh pháp khoa học: Bombacaceae) là một tên gọi thực vật ở cấp độ họ, hiện nay nói chung được coi là lỗi thời, mặc dù vẫn còn được sử dụng trong một số tài liệu về phân loại thực vật. Một sự thật cho bất kỳ tên gọi thực vật nào, định nghĩa và tình trạng của nó phụ thuộc vào quan điểm phân loại. Họ này được đặt ra dựa trên chi Bombax.
Nghiên cứu phát sinh loài gần đây chỉ ra rằng họ Bombacaceae theo định nghĩa truyền thống (bao gồm cả tông Durioneae) là nhóm không đơn ngành. Họ Bombacaceae vì thế không được Angiosperm Phylogeny Group công nhận trong cả phiên bản I năm 1998, lẫn phiên bản II năm 2003 cũng như trong hệ thống Kubitzki năm 2003 như là một họ, một phần các đơn vị phân loại trong nó được xử lý như là phân họ Bombacoideae trong phạm vi họ Malvaceae nghĩa rộng (sensu lato). Mối quan hệ gần giữa Bombacaceae và Malvaceae nghĩa hẹp (sensu stricto) được công nhận từ lâu nhưng cho tới tận gần đây thì chúng vẫn được giữ như là các họ tách biệt trong phần lớn các hệ thống phân loại, và vẫn tiếp tục được coi là tách biệt trong nhiều nguồn dẫn chiếu, bao gồm cả công trình tham chiếm gần đây về phân loại thực vật có hoa: Heywood và ctv. 2007, nhưng bị gộp lại với nhau trong nguồn tham chiếu trực tuyến hàng đầu, website của Angiosperm Phylogeny Group.
Heywood và ctv.  cho rằng "mặc dù có quan hệ gần gũi với Malvaceae, các dữ liệu phân tử hỗ trợ việc chia tách chúng. Chỉ có phấn hoa và cách phát triển dường như cung cấp cơ sở hình thái cho sự chia tách". Ngược lại, họ cũng cho rằng: "Một cách tiếp cận là gom tất cả chúng [các họ trong phần lõi của bộ Malvales, bao gồm cả Bombacaceae] lại thành đống trong họ Malvaceae 'siêu to', công nhận chúng như là các phân họ. Cách tiếp cận khác, đưa ra tại đây, là công nhận mỗi một trong mười nhóm này như là các họ".
Như được định nghĩa trong ý nghĩa truyền thống của nó, họ Bombacaceae bao gồm khoảng 30 chi (25 chi theo Heywood và ctv. ) với khoảng 250 loài cây gỗ nhiệt đới, một số trong đó có chu vi thân cây đáng kể, là những cây "bao báp". Nhiều loài là những cây gỗ rất lớn, với bông gòn (Ceiba pentandra) là cao nhất, đạt tới chiều cao 70 m. Một vài chi có tầm quan trọng kinh tế-thương mại, để lấy gỗ, quả ăn được hay sợi có ích. Họ này đáng chú ý vì chứa một số loài có gỗ mềm nhất, được kinh doanh ở quy mô thương mại, đặc biệt là bấc (Ochroma lagopus). Quả của sầu riêng (Durio zibethinus) cũng rất đáng chú ý, có vị ngon hơn là cảm giác ban đầu mà mùi của nó đưa lại. Từng có thời sợi của cây bông gòn (Ceiba pentandra) được sử dụng trong sản xuất phao cứu hộ. Bao báp (Adansonia spp.) là biểu tượng quan trọng trong một số vùng của châu Phi, Australia và Madagascar, đáng chú ý vì có thân cây to mập, một cơ chế thích nghi để lưu giữ nước.

## Ảnh

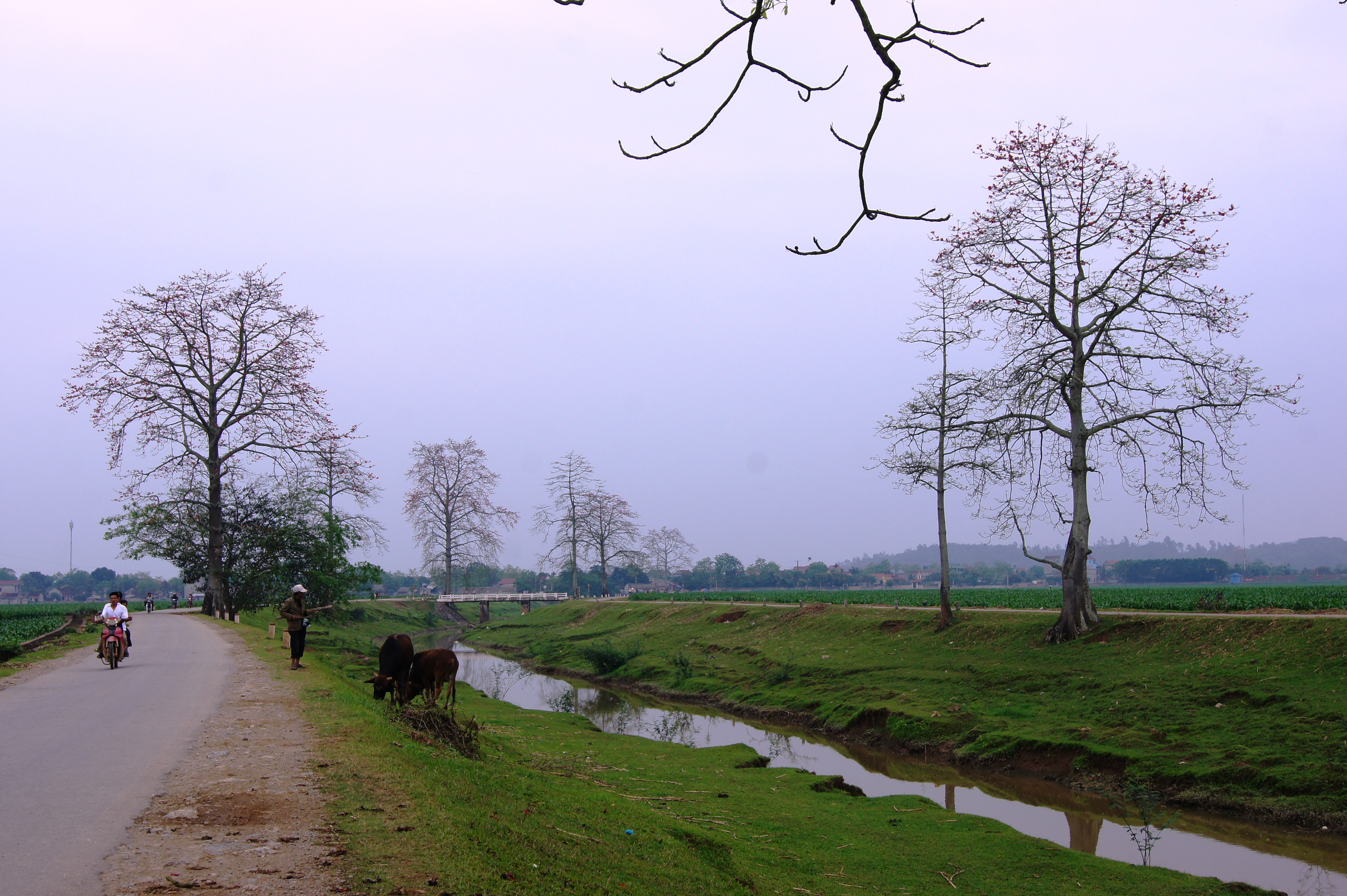
Một con đê trồng nhiều cây hoa gạo ở Phú Thọ, Việt Nam.

## Các chi
- Adansonia L.
- Aguiaria Ducke
- Bernoullia Oliv.
- Bombax L.
- Catostemma Benth.
- Cavanillesia Ruiz & Pav.
- Ceiba Mill.
- Chiranthodendron Larreat. (theo Kubitzki trong phân họ Bombacoideae[3] và được cho là gần gũi hơn với Fremontodendron trong Baum và ctv. 2004 [4])
- Eriotheca Schott & Endl.
- Fremontodendron Coville (theo Heywood và ctv.[1])
- Gyranthera Pittier
- Huberodendron Ducke
- Matisia Bonpl.
- Neobuchia Urb.
- Ochroma Sw.
- Pachira Aubl.
- Patinoa Cuatrec.
- Pentaplaris L.O.Williams & Standl. (theo Kubitzki trong phân họ Bombacoideae, nhưng không chắc chắn (incertae sedis)[3])
- Phragmotheca Cuatrec.
- Pseudobombax Dugand
- Quararibea Aubl.
- Scleronema Benth.
- Septotheca Ulbr.
- Spirotheca Ulbr. (theo Heywood và ctv. [1])

Các chi của tông Durioneae bị loại ra khỏi Bombacaceae theo Heywood và ctv. 2007 và như thế nên đặt trong Durionaceae
- Boschia Korth.
- Coelostegia Benth.
- Cullenia Wight
- Durio Adans.
- Kostermansia Soegeng
- Neesia Blume

Các chi nên loại ra khỏi Bombacaceae theo Heywood và ctv. 2007 và nên gộp trong Malvaceae nghĩa hẹp (sensu stricto)
- Camptostemon Mast.

Các chi được coi là đồng nghĩa theo Kubitzki 2003
- Bombacopsis Pittier = Pachira Aubl.
- Chorisia Kunth = Ceiba Mill.
- Rhodognaphalon (Ulbr.) Roberty = Pachira Aubl.

Các chi không xử lý trong Kubitzki 2003
- Lahia Hassk., đồng nghĩa của Durio theo Mabberley [5]